# Kruge
Kruge falu Horvátországban, Lika-Zengg megyében. Közigazgatásilag Donji Lapachoz tartozik.

## Fekvése
Korenicától légvonalban 22 km-re, közúton 49 km-re délkeletre, községközpontjától légvonalban 10 km-re, közúton 12 km-re északra, Lika keleti részén, a Lapaci-mezőtől északra, a Boszniába menő 218-as számú út mentén fekszik.

## Története
A falu határában levő hegyszoros feletti Gradina nevű magaslaton a régészeti leletek tanúsága szerint ókori, vagy középkori vár lehetett, melyről azonban írásos forrás nem maradt fenn. 1524-ben Kruge volt az első falu, amelyet írásos forrás az egykori Nebljuh megye területén említett. A településnek 1890-ben 419, 1910-ben 737 lakosa volt. Lika-Korbava vármegye Donji Lapaci járásához tartozott. A trianoni békeszerződést követően előbb a Szerb-Horvát-Szlovén Királyság, majd Jugoszlávia része lett. 1991-ben lakosságának 98 százaléka szerb nemzetiségű volt, akik a nebljuši parókiához tartoztak. A falunak 2011-ben 54 lakosa volt.

## Lakosság
| Lakosság változása | Lakosság változása | Lakosság változása | Lakosság változása | Lakosság változása | Lakosság változása | Lakosság változása | Lakosság változása | Lakosság változása | Lakosság változása | Lakosság változása | Lakosság változása | Lakosság változása | Lakosság változása | Lakosság változása | Lakosság változása |
| ------------------ | ------------------ | ------------------ | ------------------ | ------------------ | ------------------ | ------------------ | ------------------ | ------------------ | ------------------ | ------------------ | ------------------ | ------------------ | ------------------ | ------------------ | ------------------ |
| 1857               | 1869               | 1880               | 1890               | 1900               | 1910               | 1921               | 1931               | 1948               | 1953               | 1961               | 1971               | 1981               | 1991               | 2001               | 2011               |
| 419                | 530                | 494                | 373                | 737                | 737                | 625                | 781                | 284                | 333                | 277                | 178                | 139                | 126                | 49                 | 54                 |

## Nevezetességei
A falutól nem messze mélyen az erdőben a Kruge-szoros felett található az 1070 méter magas „Gradina” hegy. Az írásos források itt nem említenek várat, azonban az ellipszoid alakú hegytető, a faragott kövek és a hegy magassága arra enged következtetni, hogy itt a történelem előtti időkben vár állt. Az sem zárható ki, hogy az Unamentéről Korbavára vezető fontos út mellett középkori vár volt. Létezését néhány régészeti lelet is megerősíteni látszik.